# F1 2010 (videójáték)
Az F1 2010 egy autóverseny-szimulátor, melyet a Codemasters fejlesztett és adott ki 2010. szeptember 23-án. A játék a 2010-es Formula–1 világbajnokság hivatalos játéka. A program Xbox 360, PlayStation 3 és Microsoft Windows platformokra jelent meg.

## Játékmódok
- Karriermód: újrajátszható a 2010-es bajnoki évad,ahol a saját létrehozott karakterünkkel kell egy kisebb csapattól a csúcsra felkapaszkodnunk.
- Grand Prix: gyors-verseny, melynek keretében egy-egy futamot lehet teljesíteni, testre szabható beállításokkal (versenytáv, időjárás stb.)
- Time Trial: a különböző pályákon előre megadott időket kell megdönteni, majd ez követően mindig az egyéni legjobb köridőnket
- Multiplayer: többjátékos mód, ahol Games for Windows Live-on, Xbox Live-on vagy System Link-en keresztül más játékosok ellen lehet versenyezni

## Csapatok, pilóták
Mivel a játék hivatalos licenc alapján készült, így megtalálható benne a 2010-es szezon összes csapata és versenyzője.
| Csapatok                     | Pilóták                             |
| ---------------------------- | ----------------------------------- |
| Vodafone McLaren Mercedes    | Jenson Button, Lewis Hamilton       |
| Mercedes GP Petronas F1 Team | Michael Schumacher, Nico Rosberg    |
| Red Bull Racing Team         | Sebastian Vettel, Mark Webber       |
| Scuderia Ferrari Marlboro    | Felipe Massa, Fernando Alonso       |
| AT&T Williams F1 Team        | Rubens Barrichello, Nico Hülkenberg |
| Renault F1 Team              | Robert Kubica, Vitalij Petrov       |
| Force India F1 Team          | Adrian Sutil, Vitantonio Liuzzi     |
| Scuderia Toro Rosso          | Sébastien Buemi, Jaime Alguersuari  |
| Lotus F1 Team                | Jarno Trulli, Heikki Kovalainen     |
| Hispania Racing F1 Team      | Karun Chandhok, Bruno Senna         |
| BMW Sauber F1 Team           | Pedro de la Rosa, Kobajasi Kamui    |
| Virgin Racing                | Timo Glock, Lucas di Grassi         |

## Versenypályák
| Verseny | Hivatalos név                          | Nagydíj            | Pálya                          | Város              | Pályarajz    |   |                             |                  |                               |        |         |
| ------- | -------------------------------------- | ------------------ | ------------------------------ | ------------------ | ------------ | - | --------------------------- | ---------------- | ----------------------------- | ------ | ------- |
| Verseny | Hivatalos név                          | Nagydíj            | Pálya                          | Város              | Pályarajz    | 1 | Gulf Air Bahrain Grand Prix | Bahreini nagydíj | Bahrain International Circuit | Szahír | Bahrein |
| 2       | Qantas Australian Grand Prix           | Ausztrál nagydíj   | Albert Park Grand Prix Circuit | Melbourne          | Melbourne    |   |                             |                  |                               |        |         |
| 3       | Petronas Malaysian Grand Prix          | Maláj nagydíj      | Sepang International Circuit   | Kuala Lumpur       | Sepang       |   |                             |                  |                               |        |         |
| 4       | Sinopec Chinese Grand Prix             | Kínai nagydíj      | Shanghai International Circuit | Sanghaj            | Sanghaj      |   |                             |                  |                               |        |         |
| 5       | Gran Premio de España Telefónica       | Spanyol nagydíj    | Circuit de Catalunya           | Barcelona          | Barcelona    |   |                             |                  |                               |        |         |
| 6       | Grand Prix de Monaco                   | Monacói nagydíj    | Circuit de Monaco              | Monte-Carlo        | Monte Carlo  |   |                             |                  |                               |        |         |
| 7       | Petrol Ofisi Turkish Grand Prix        | Török nagydíj      | Isztambul Park                 | Isztambul          | Isztambul    |   |                             |                  |                               |        |         |
| 8       | Grand Prix du Canada                   | Kanadai nagydíj    | Circuit Gilles Villeneuve      | Montréal           | Montréal     |   |                             |                  |                               |        |         |
| 9       | Telefónica Grand Prix of Europe        | Európai nagydíj    | Valencia Street Circuit        | Valencia           | Valencia     |   |                             |                  |                               |        |         |
| 10      | Santander British Grand Prix           | Brit nagydíj       | Silverstone Circuit            | Silverstone        | Silverstone  |   |                             |                  |                               |        |         |
| 11      | Großer Preis von Deutschland Santander | Német nagydíj      | Hockenheimring                 | Hockenheim         | Hockenheim   |   |                             |                  |                               |        |         |
| 12      | Eni Magyar Nagydíj                     | Magyar nagydíj     | Hungaroring                    | Budapest, Mogyoród | Mogyoród     |   |                             |                  |                               |        |         |
| 13      | Belgian Grand Prix                     | Belga nagydíj      | Circuit de Spa-Francorchamps   | Spa                | Spa          |   |                             |                  |                               |        |         |
| 14      | Gran Premio Santander d'Italia         | Olasz nagydíj      | Autodromo Nazionale di Monza   | Monza              | Monza        |   |                             |                  |                               |        |         |
| 15      | SingTel Singapore Grand Prix           | Szingapúri nagydíj | Singapore Street Circuit       | Szingapúr          | Szingapúr    |   |                             |                  |                               |        |         |
| 16      | Fuji Television Japanese Grand Prix    | Japán nagydíj      | Suzuka Circuit                 | Szuzuka            | Suzuka       |   |                             |                  |                               |        |         |
| 17      | Korean Grand Prix                      | Koreai nagydíj     | Korean International Circuit   | South Jeolla       | South Jeolla |   |                             |                  |                               |        |         |
| 18      | Grande Prêmio do Brasil                | Brazil nagydíj     | Autódromo José Carlos Pace     | São Paulo          | Interlagos   |   |                             |                  |                               |        |         |
| 19      | Etihad Airways Abu Dhabi Grand Prix    | Abu-Dzabi Nagydíj  | Yas Island                     | Abu-Dzabi          | Abu-Dzabi    |   |                             |                  |                               |        |         |